# Маклеод (округ, Міннесота)
Шаблон:StateAbbr_ 44°50′ пн. ш. 94°16′ зх. д. / 44.83° пн. ш. 94.27° зх. д.
Округ Маклеод (англ. McLeod County) — округ (графство) у штаті Міннесота, США. Ідентифікатор округу 27085.

## Історія
Округ утворений 1856 року.

## Демографія
За даними перепису
2000 року
загальне населення округу становило 34898 осіб, зокрема міського населення було 18579, а сільського — 16319.
Серед мешканців округу чоловіків було 17304, а жінок — 17594. В окрузі було 13449 домогосподарств, 9433 родин, які мешкали в 14087 будинках.
Середній розмір родини становив 3,08.
Віковий розподіл населення поданий у таблиці:
| Стать    | До 15 років | 15-21 | 22-29 | 30-39 | 40-49 | 50-65 | 65-85 | Понад 85 |
| -------- | ----------- | ----- | ----- | ----- | ----- | ----- | ----- | -------- |
| Чоловіки | 4070        | 1725  | 1765  | 2697  | 2560  | 2526  | 1741  | 220      |
| Жінки    | 3867        | 1604  | 1652  | 2573  | 2494  | 2524  | 2381  | 499      |

## Суміжні округи
- Райт — північний схід
- Карвер — схід
- Сіблі — південь
- Ренвілл — захід
- Мікер — північний захід

## Виноски
1. ↑  US Decennial Census. US Census Bureau. Архів оригіналу за 19 липня 2018. Процитовано 21 жовтня 2014.
2. ↑  Historical Census Browser. University of Virginia Library. Архів оригіналу за 11 серпня 2012. Процитовано 21 жовтня 2014.
3. ↑  Population of Counties by Decennial Census: 1900 to 1990. US Census Bureau. Архів оригіналу за 4 серпня 2014. Процитовано 21 жовтня 2014.
4. ↑  Census 2000 PHC-T-4. Ranking Tables for Counties: 1990 and 2000 (PDF). US Census Bureau. Архів оригіналу (PDF) за 18 грудня 2014. Процитовано 21 жовтня 2014.
5. ↑  State & County QuickFacts. Бюро перепису населення США. Архів оригіналу за 7 червня 2011. Процитовано 1 вересня 2013.(англ.) Наведено за англійською вікіпедією.
6. ↑  American FactFinder. Бюро перепису населення США. Архів оригіналу за 26 лютого 2012. Процитовано 31 січня 2008.

| США | Це незавершена стаття з географії США. Ви можете допомогти проєкту, виправивши або дописавши її. |